# Коронавірусна хвороба 2019 у Швеції
Коронавірусна хвороба 2019 у Швеції — розповсюдження вірусу територією Швеції.

## Опис
Швеція суттєво відрізняється у підході до обмеження епідемії від інших країн. У країні майже не було застосовано обмежувальних заходів або карантину, людям було рекомендовано тримати дистанцію та утриматись зайвий раз від виходу на вулицю.
Головний епідеміолог країни Андерш Тегнел заявив, що очікує на спад епідемії влітку, а восени — другу хвилю епідемії. Завдяки формуванню колективного імунітету протягом першої хвилі, він розраховував на пом'якшення удару від другої хвилі епідемії.

## Перебіг подій

### 2020
31 січня підтверджено перший випадок у жінки в Єнчепінгу, яка 24 січня приїхала до Швеції з Уханю.

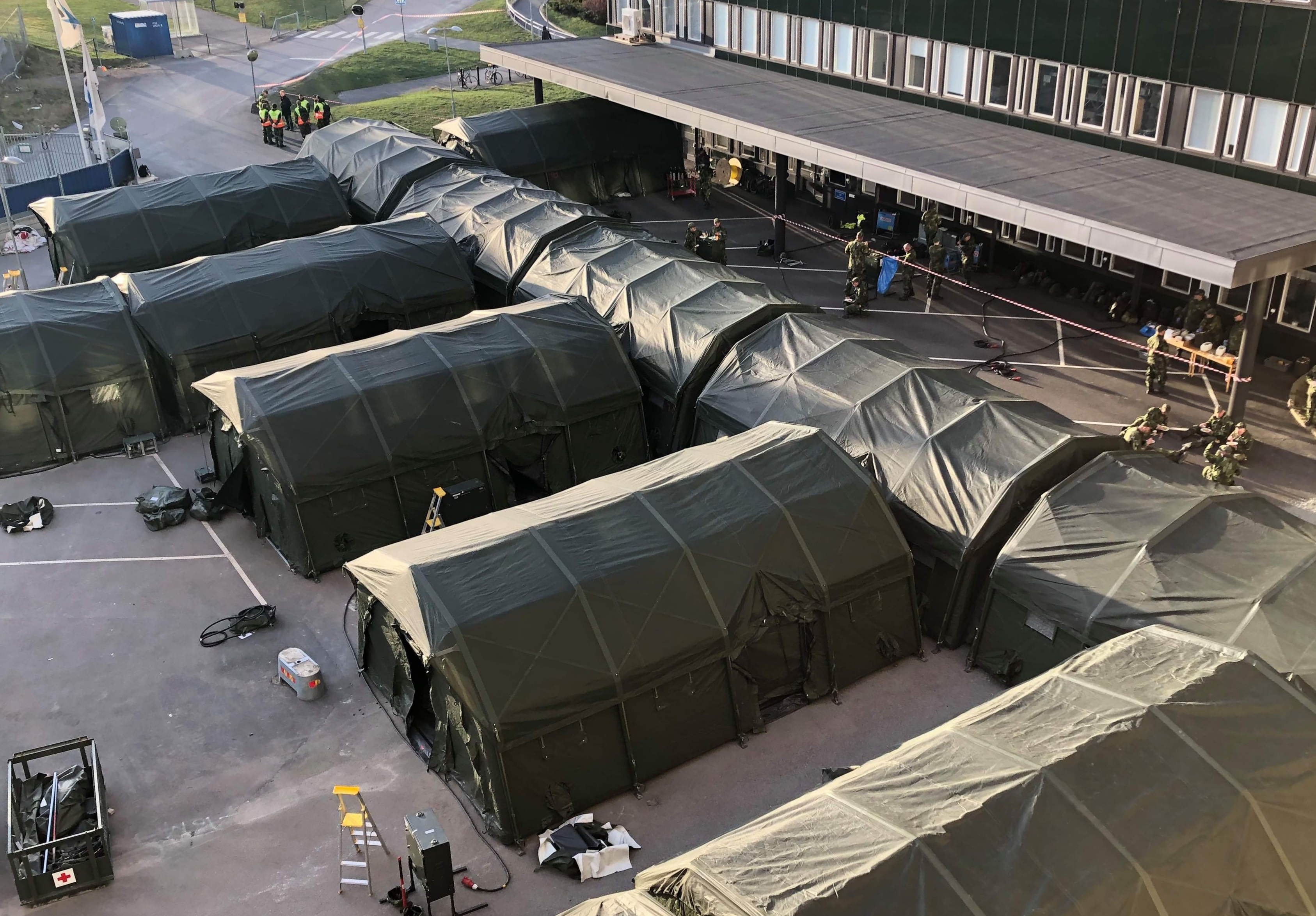
23 березня 2020 року шведська армія розгорнула польові лікарню біля Сальгренської університетської лікарні в Гетеборзі. У наметах є відділення тимчасової інтенсивної терапії для пацієнтів COVID-19.

13 березня Міністерство охорони здоров'я Швеції заявило про перехід до нової методики стримування епідемії, основну увагу було зосереджено на тому, щоб затримати поширення серед населення та захистити людей похилого віку та найбільш вразливих від цієї хвороби.
Станом на 14 квітня зафіксовано 11.445 випадків, з яких 915 — в інтенсивній терапії, 1033 летальних випадки, найбільше постраждав Стокгольм.
31 квітня влада міста Лунд запровадила розкидання курячого посліду в головному парку міста, щоб уникнути скупчення людей та розповсюдження вірусу. За словами мера міста Філіпа Сендберга, планувалось розкидати 1 тонну посліду.
16 листопада в країни було введено обмеження на публічні збори більше 8 осіб. Обмеження не стосувались шкіл та офісів.
7 грудня Швеція завершила експеримент щодо відмови від локдауну, почавши впровадження обмежень.
26 грудня в країні було виявлено новий штам коронавірусу з Британії.

### 2021
24 січня Швеція заборонила в'їзд із Норвегії через «британський» штам коронавірусу. 28 січня було оголошено, що до кінця року Швеція заборонить розводити норок.
21 лютого у Швеції виявили перший випадок «бразильського» штаму коронавірусу.
15 березня в країні було призупинено використання однієї серії вакцини AstraZeneca через можливі проблеми зі згортанням крові у пацієнтів після щеплення.
26 липня Фінляндія, Швеція та Португалія дозволили в'їзд для жителів України, якщо вони пройшли повний курс вакцинації Prizer, Moderna, AstaZeneca (Covishield) або CoronaVac.
24 грудня в країні було оголошено про посилення карантину через погіршення ситуації з захворюваністю.